# Walter Loosli
Walter Loosli   (1901 - valor desconegut) fou un remer suís que va competir durant la dècada de 1920.
El 1924 va prendre part en els Jocs Olímpics de París, on va guanyar la medalla d'or en la prova del quatre amb timoner del programa de rem.